# Concientización para la Liberación de Aruba
La Concientización para la Liberación de Aruba (Conscientisacion pa Liberacion di Aruba) fue un partido político en Aruba. En las elecciones del 28 de septiembre de 2001, el partido obtuvo 1.1% del voto popular, pero ninguno de los 21 escaños.